# مرکز فضایی تولوز
مرکز فضایی تولوز (فرانسوی: Centre spatial de Toulouse‎) یا به اختصار CST، مرکز تحقیق و توسعه مرکز ملی مطالعات فضایی فرانسه (CNES) است. این مرکز در سپتامبر ۱۹۶۸ در تولوز در بخش اوت-گارون منطقه اوکسیتانی پایه‌گذاری شده‌است. بیش از ۱۷۰۰ کارمند مسئول توسعه بیشتر کارهایی هستند که CNES مسئولیت آن‌ها را بر عهده دارد، به استثنای پرتابگر‌ها و پرتاب‌های آن‌ها.